# Albert Pek
Albert Pek (21. října 1893 Poděbrady – 20. března 1972 Praha) byl český folklorista, dirigent a hudební skladatel.

## Život
Vystudoval hru na klavír a varhany na Pražské konzervatoři v roce 1916. Byl žákem Vítězslava Nováka. Státní zkoušky ze zpěvu a klavíru složil již v průběhu studia. Stal se 2. sbormistrem pražského Hlaholu. Byl vyhledávaným doprovazečem. Jako klavírista vystupoval např. s Českým kvartetem a s Emou Destinnovou.
V roce 1920 přesídlil do Znojma, kde byl ředitelem Městské hudební školy a učil hudební výchovu na českém reálném gymnáziu. Po vzniku republiky se neobyčejně zasloužil o rozvoj hudební kultury v kraji. Byl dirigentem Znojemské filharmonie a sbormistrem Pěveckého sdružení Vítězslav Novák.
Ve Znojmě se také počal zajímat o hudební folklór kraje a začal sbírat lidové písně. Postupně se stal významným národopisným badatelem a svou sbírku lidových písní rozšiřoval i do dalších českých regionů (Haná, Slovácko, Brněnsko, Poděbradsko, Kouřimsko apod.). Lidová hudba se stala významným inspiračním zdrojem i pro jeho skladatelskou činnost. Naučil se hrát na dudy a v roce 1930 založil Pekovo dudácké sdružení. Jako dudák účinkoval i ve filmu Byl jednou jeden král a v loutkových filmech Jiřího Trnky. Svými články přispíval do odborných folkloristických časopisů.
V době německé okupace Čech a Moravy byl německými úřady suspendován. Odešel do Prahy a až do roku 1955 pracoval v národopisné redakci Československého rozhlasu. Pod názvem Zpěvy domova uvedl v rozhlase na 150 národopisných pořadů. V letech 1953–1958 vyučoval na konzervatoři a na Akademii múzických umění.
Sbíral historické hudební nástroje a jejich repliky. Jeho sbírka byla využita např. ve filmu Staletá krása, který získal v roce 1957 ocenění na festivalech v Benátkách a ve Varšavě. Z jeho skladatelské činnosti je zvláště významná jeho tvorba pro děti. Pozůstalost skladatele je uložena ve Státním okresním archivu v Berouně. Obsahuje korespondenci, přednášky a poznámky k českému písňovému folklóru, sbírku lidových písní, přepisy lidových písní, vlastní skladby a sbírku not.

## Dílo

### Jevištní díla
- Láska
- Arabeska
- Humoreska
- Tři halíře (dětská zpěvohra, 1915)
- Smrt Tintangilova (pro loutkové divadlo podle Maurice Maeterlincka
- Leknínová královna (1923)
- Zlatá nit (dětská zpěvohra)
- Povídám pohádku (baletní pantomima, 1935)

### Klavírní skladby
- Český tanec 1917)
- Mateník (1918)
- Akvarely (1919)
- U moře (suita, 1930)

### Komorní skladby
- Sonáta pro housle a klavír (1924)
- Sonáta pro flétnu a klavír (1930)
- Sonatina pro zobcovou flétnu a cimbál (1953)
- Smyčcový kvartet a-moll
- Jihoslovanská rapsódie pro smyčcový kvartet
- Smyčcový kvartet a-mol na ruské motivy

### Orchestrální skladby
- Z podkrkonoší (1917)
- Serenáda d-moll pro smyčce (1931)
- Španělská suita (1932)
- Ruské tance (1932)
- Horácké tance (1938)
- Koncert pro akordeon a orchestr (1955)
- Koncert pro cimbál a orchestr (1957)
- Březen, duben, květen (melodram)

### Písně
- Má duše (1918)
- Rozmarné písničky (1919)
- Tobě
- Dvě písně

### Sbory
- Dva smuteční sbory (1917)
- Balady a romance (1918)
- České Znojmo (1929)
- Oslava míru (slova Publius Ovidius Naso,1957)
- Pastýřská píseň vánoční (kantáta na téma koled rodiny Czoků z roku 1758)

Dále publikoval řadu úprav lidových písní českých i jiných slovanských národů, úprav pro dudy i úpravy písní Jeníka z Bratřic.